# Gué de Constantine (métro d'Alger)
Gué de Constantine est une station de la ligne 1 du métro d'Alger qui a été mise en service le 13 novembre 2018.

## Caractéristiques
La station Gué de Constantine se situe au cœur de la cité dite 1306 logements de Gué de Constantine, donnant axé au quartier connu sous le nom cité Nassim (Cité Ait Kaci Azzou Mohand Ourabah) et non loin du lotissment Djanane El Kares (Les Citronniers).
Elle dispose de deux sorties. Elle est équipée d'un ascenseur pour personnes à mobilité réduite.

## Historique
La station fait partie de l'extension C  de la ligne 1 du métro d'Alger.

## Accès
- Sortie n°1 : Rue Saadi Touati
- Sortie n°2 : Ecole Meftah Badaoui
- Sortie : Esplanade
- Ascenseur :

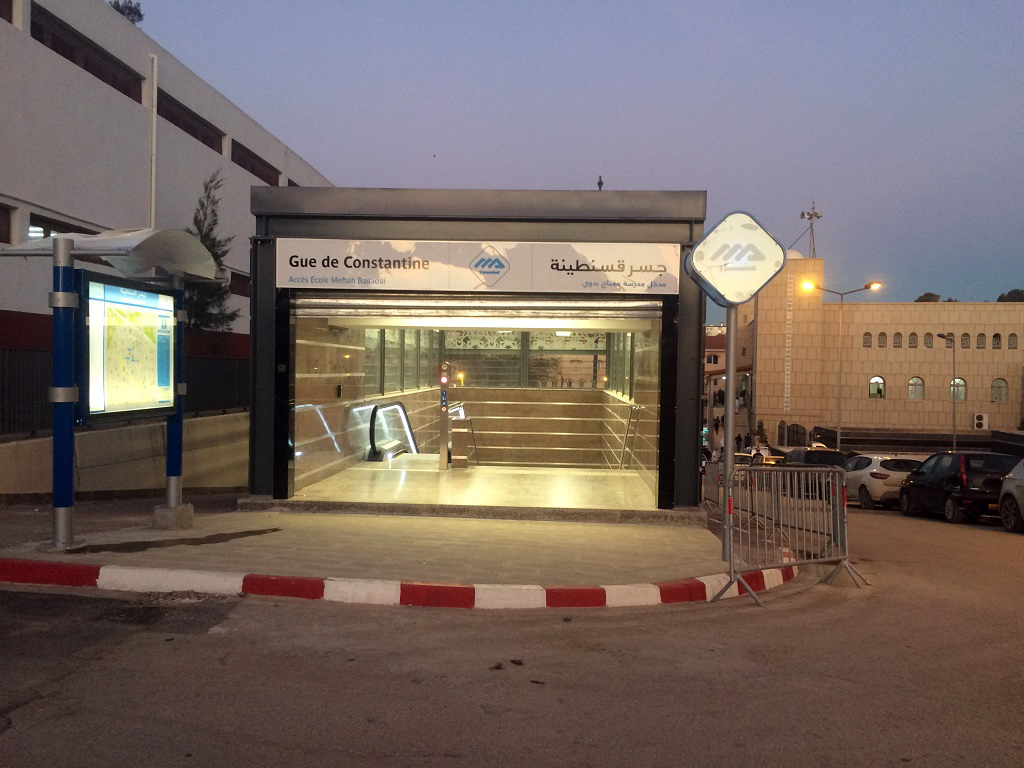
Accès École Meftah Boudaoui.
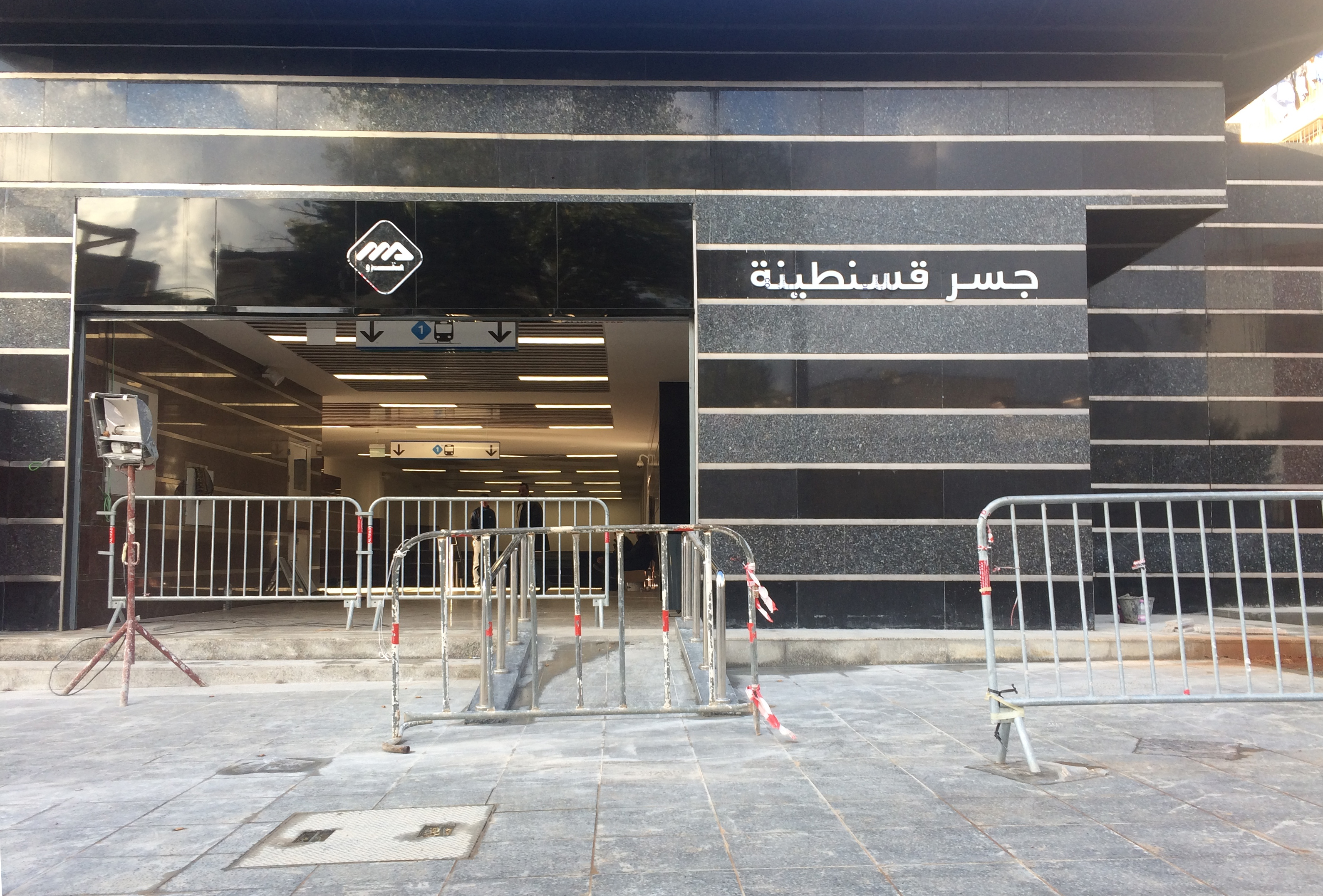
Accès Rue Saadi Touati.
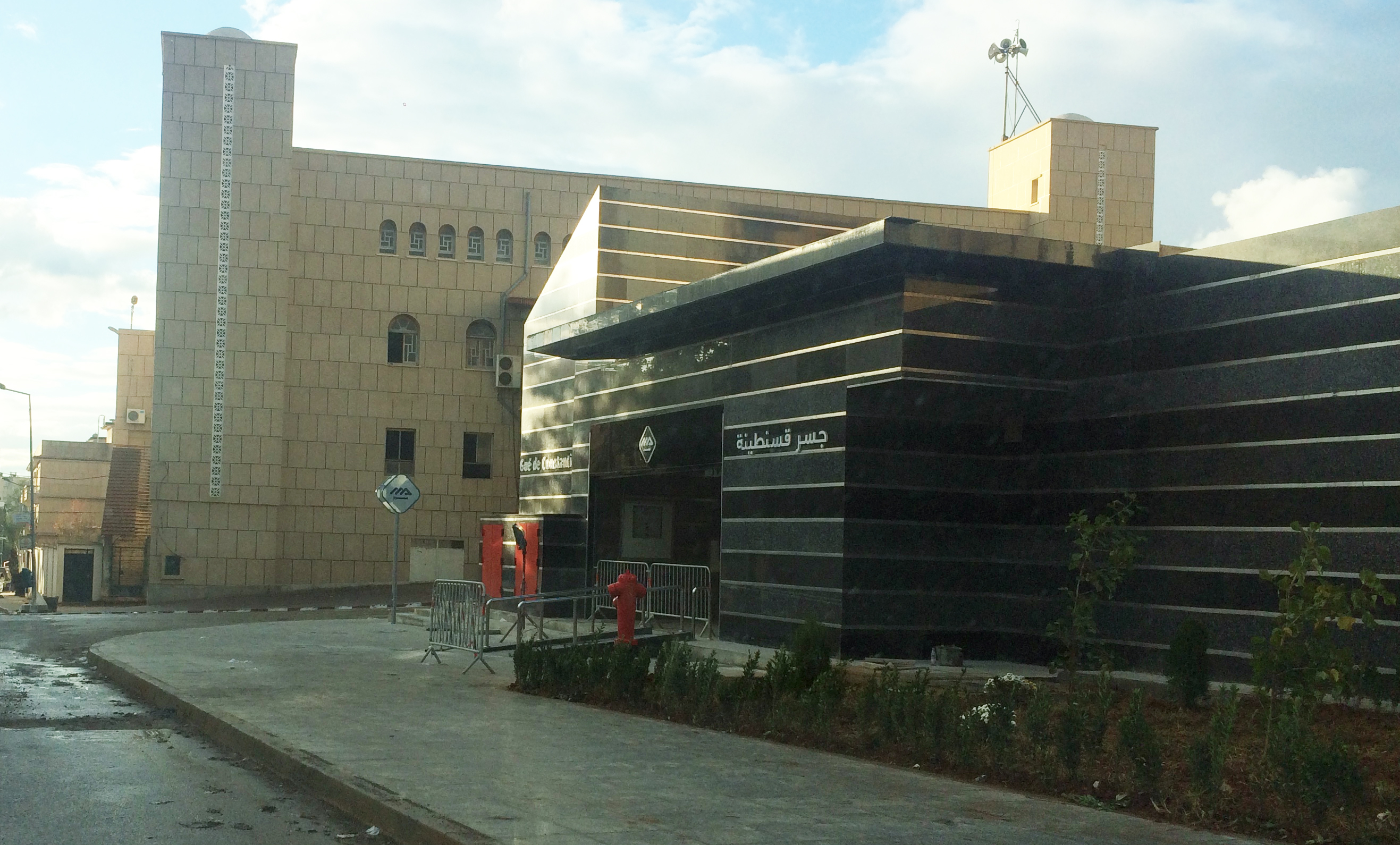
Accès Rue Saadi Touati, la Mosquée en arrière plan.
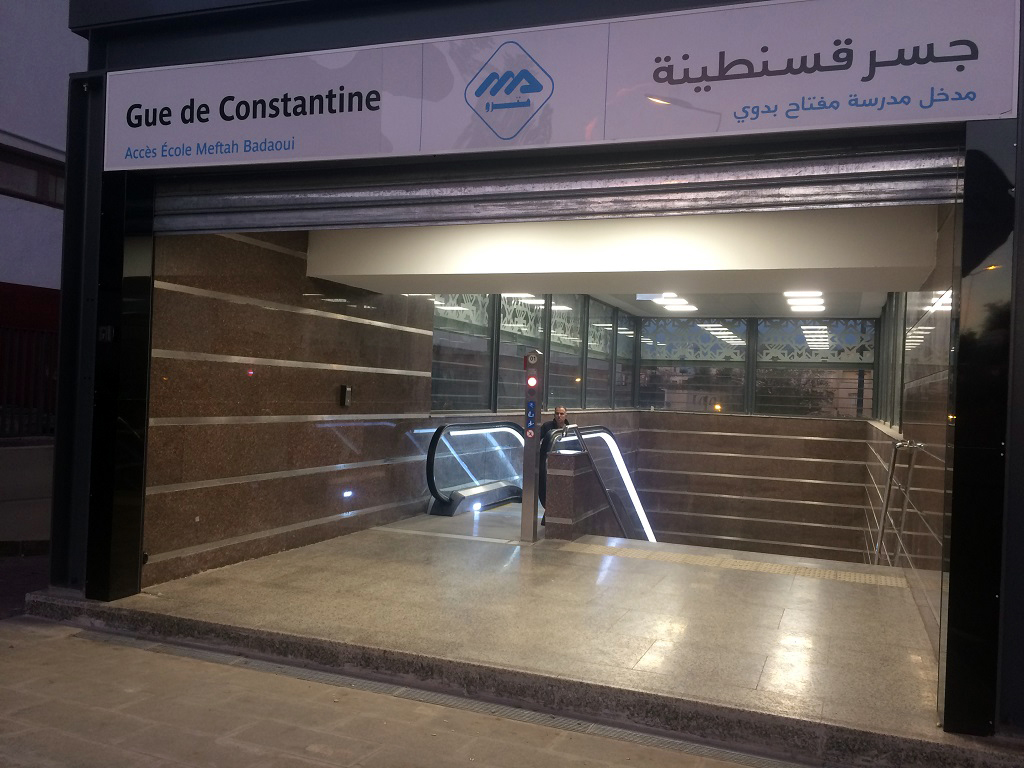
Accès École Ecole Meftah Boudaoui de la station.
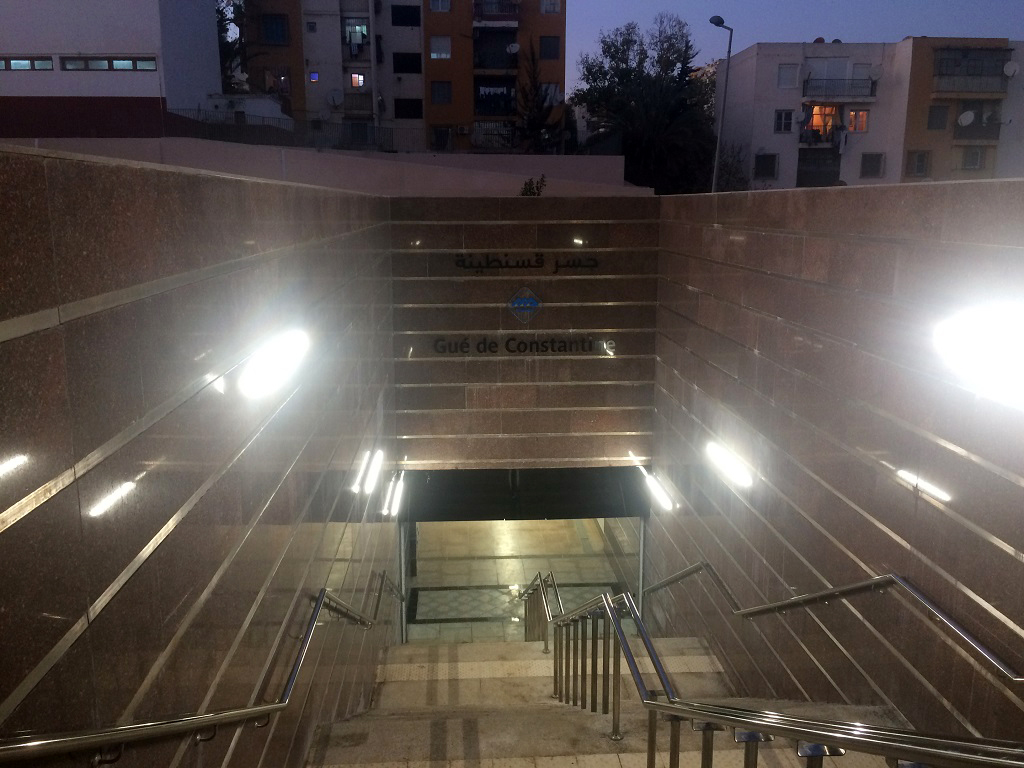
Accès par l'esplanade.

## À proximité
- Mosquée Abdellah Ben Messaoud
- Lycée Bahia Hidour
- APC de Gué de Constantine

## Galerie de photographies

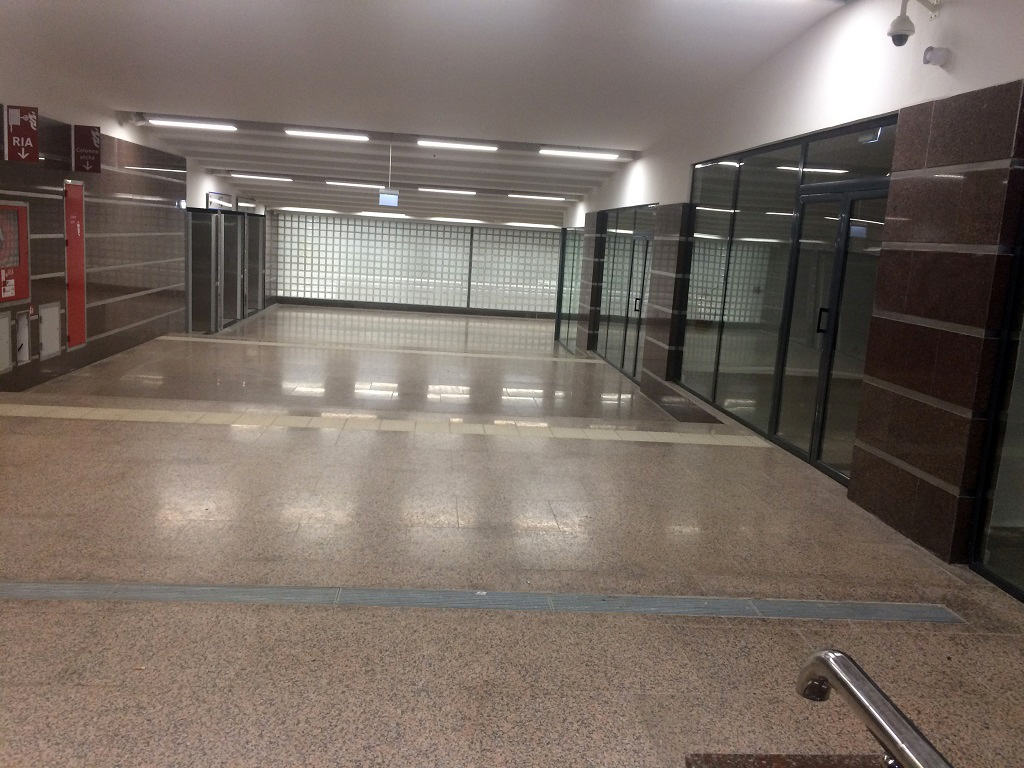
Couloir de la station.
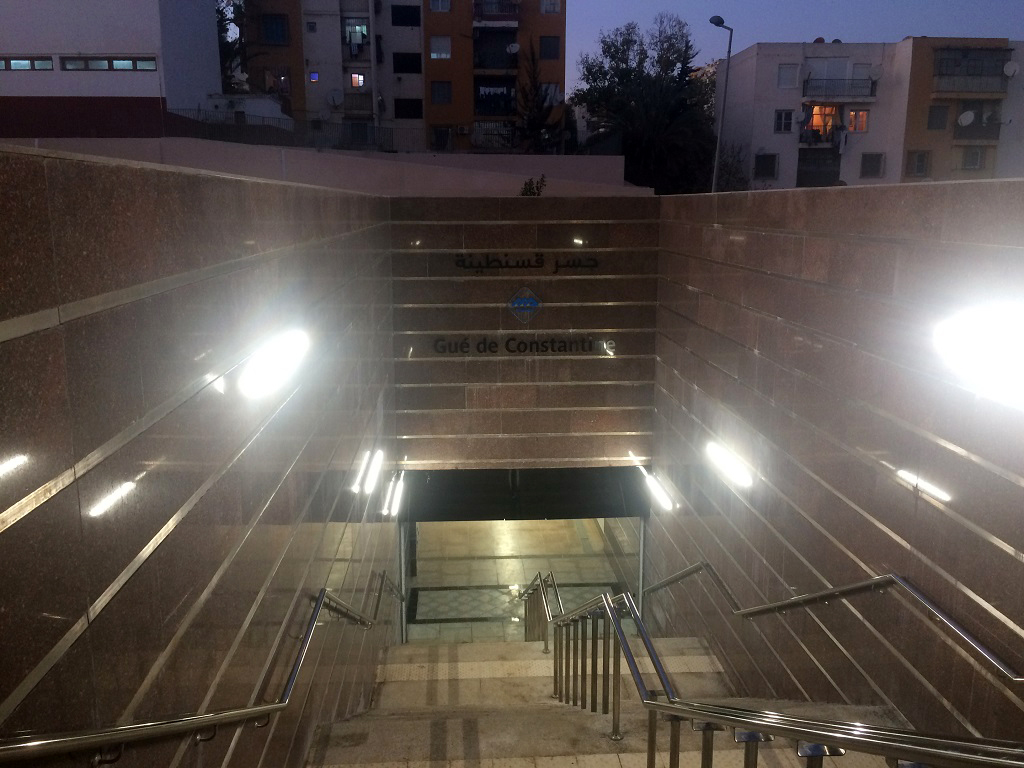
Coiloir de la station.
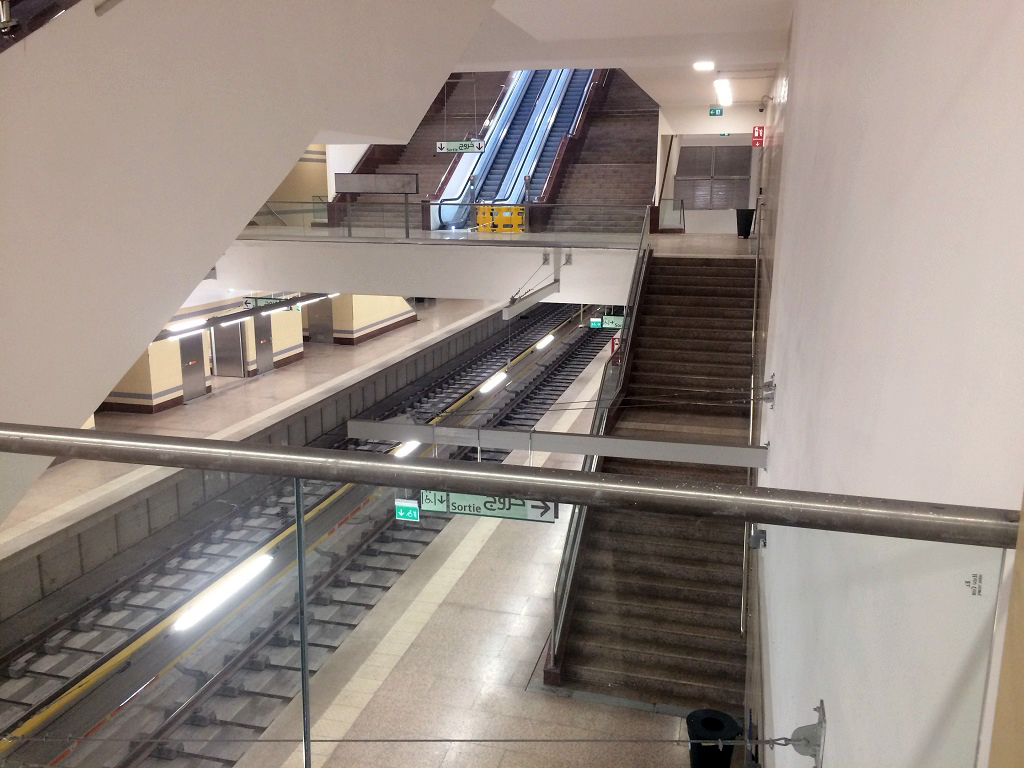
Vue des quais.
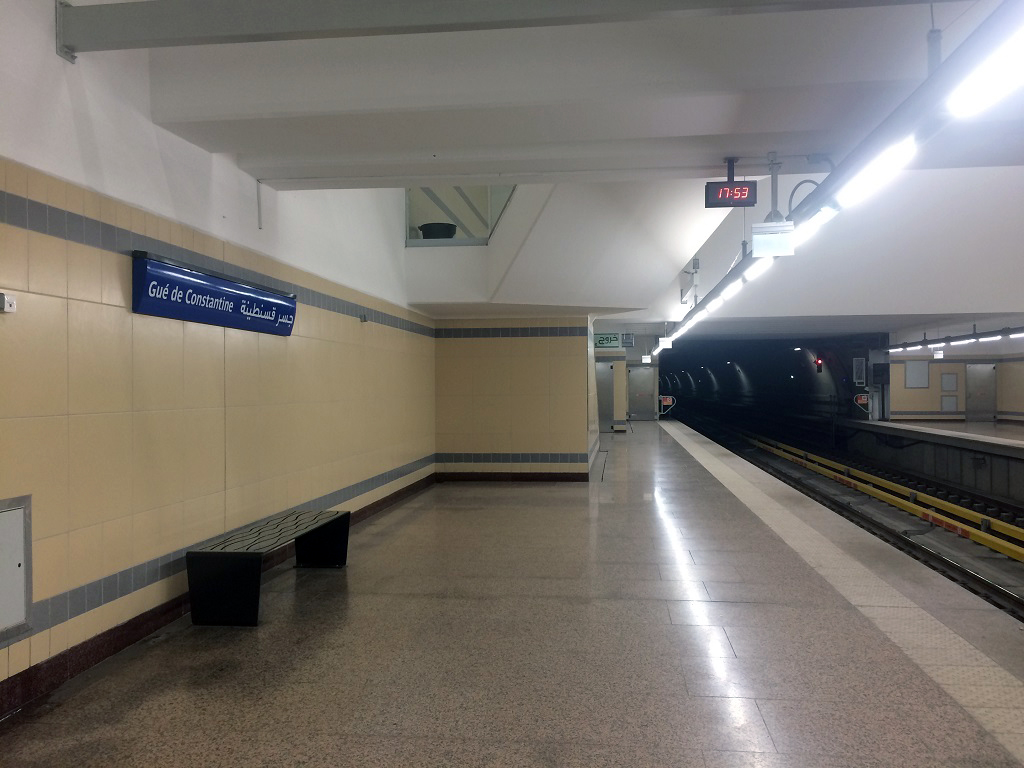
Un quai latéral.